# Stephan Mølvig
Stephan Mølvig (* 13. Februar 1979 in Odense) ist ein ehemaliger dänischer Ruderer. Er war Olympiasieger und Weltmeister im Leichtgewichts-Vierer ohne Steuermann.

## Sportliche Karriere
Mølvig belegte bei den U23-Weltmeisterschaften 1998 den vierten Platz im Leichtgewichts-Doppelvierer, 1999 gewann er den Titel im Leichtgewichts-Vierer ohne Steuermann. 2000 rückte er in den dänischen Leichtgewichts-Achter in der Erwachsenenklasse auf, nach einem zweiten und einem dritten Platz im Ruder-Weltcup belegte der dänische Achter den fünften Platz bei den Weltmeisterschaften. Im Jahr darauf gewann der dänische Achter bei den Weltmeisterschaften in Luzern die Silbermedaille hinter den Franzosen. 2002 wechselte Mølvig in den Leichtgewichts-Vierer ohne Steuermann. Thor Kristensen, Thomas Ebert, Stephan Mølvig und Eskild Ebbesen siegten beim Weltcup in München. Bei den Weltmeisterschaften in Sevilla gewannen die Dänen mit zwei Sekunden Vorsprung vor dem italienischen Boot. 2003 belegte der dänische Vierer im Weltcup je einmal den ersten, zweiten und dritten Platz. Bei den Weltmeisterschaften 2003 siegten die Dänen vor den Niederländern. 2004 ruderte im Weltcup Bo Helleberg für Stephan Mølvig, die Dänen gewannen die erste Regatta und belegten bei der zweiten Regatta den sechsten Platz. Vor den Olympischen Spielen in Athen kehrte Mølvig in den Vierer zurück und in der Besetzung der Weltmeisterschaften 2002 und 2003 siegte das Boot auch bei der Olympiaregatta, 1,4 Sekunden hinter den Dänen kam das Boot der Australier ins Ziel.
Der 1,80 m große Stephan Mølvig trat für den Bagsværd Roklub an.